# 하이힐을 신은 소녀
《하이힐을 신은 소녀》는 대한민국의 만화가 천계영이 그린 장편만화이다. 격주간 만화잡지 《윙크》에서 연재하였고 14권으로 완결되었다.

## 줄거리와 등장인물
주인공이라 할 수 있는 등장인물로는 4명이 있다.
고경희, 양욱일, 양수정 그리고 루비
간략한 줄거리론 전국미인이란 타이틀을 갖고있는 고경희는 내용 상 그 타이틀에 맞게 남녀노소 누구나 예쁘다 말하고 길에서 마주치면 열번쯤은 돌아보게 할 정도의 미모를 소유하고 있다. 하지만 예쁘다는것에 대한 사람들의 편견과 과잉친절로 피곤한 삶을 살고있고 과거의 트라우마에서 벗어나지 못한 채 살아가고 있던 와중 악마라고 불리는 양욱일과 얽혀 학교에서 유명인사가 된다. 양욱일은 주변사람들이 악마라고 할 정도로 그에 맞는 성격을 지니고 있지만 외모는 잘생겨 여자들에게 인기가 많다. 그가 고경희와 얽히게 된 이유는 바로 양수정과 관련이 돼 있고 루비 또한 양수정과 얽혀 얽히고 얽힌 관계속에 그들은 살고있다. 천계영 작가가 이 책을 통해 담아내고 싶었던 10대들의 지독한 사랑이야기가 어떨땐 담담하게 어떨땐 가슴 먹먹하게 한다. 10대만이 할 수 있는 10대만의 이야기가 담겨있다.

## 잔지식
- 양욱일이 데리고 다니는 아이들의 이름은 승범이, 상렬이, 태규이고 보라돌이가 데리고 다니는 아이들의 이름은 뚜비, 나나이다.[2]

## 서지 정보
| 권   | 수록화  | 잡지연재                                        | 서지정보                                                      |
| ---- | ------- | ----------------------------------------------- | ------------------------------------------------------------- |
| 1권  | 1~5회   | 《윙크》 2007년 8월 1일자 ~ 2007년 10월 1일자   | 2007년 10월 30일 초판발행, 서울문화사, ISBN 978-89-532-8133-2 |
| 2권  | 6~10회  | 《윙크》2007년 10월 15일자 ~ 2007년 12월 15일자 | 2007년 12월 31일 초판발행, 서울문화사, ISBN 978-89-532-8283-4 |
| 3권  | 11~15회 | 《윙크》2008년 1월 1일자 ~ 2008년 3월 1일자     | 2008년 3월 31일 초판발행, 서울문화사, ISBN 978-89-532-8466-1  |
| 4권  | 16~19회 | 《윙크》2008년 3월 15일자 ~ 2008년 5월 1일자    | 2008년 5월 30일 초판발행, 서울문화사, ISBN 978-89-532-8636-8  |
| 5권  | 20~23회 | 《윙크》2008년 5월 15일자 ~ 2008년 7월 1일자    | 2008년 7월 30일 초판발행, 서울문화사, ISBN 978-89-532-8790-7  |
| 6권  | 24~27회 | 《윙크》2008년 7월 15일자 ~ 2008년 9월 1일자    | 2008년 10월 25일 초판발행, 서울문화사, ISBN 978-89-532-8887-4 |
| 7권  | 28~31회 | 《윙크》2008년 9월 15일자 ~ 2008년 11월 1일자   | 2008년 11월 30일 초판발행, 서울문화사, ISBN 978-89-532-8995-6 |
| 8권  | 32~36회 | 《윙크》2008년 11월 15일자 ~ 2009년 1월 15일자  | 2009년 2월 28일 초판발행, 서울문화사, ISBN 978-89-263-0552-2  |
| 9권  | 37~41회 | 《윙크》2009년 2월 1일자 ~ 2009년 4월 1일자     | 2009년 5월 25일 초판발행, 서울문화사, ISBN 978-89-263-0686-4  |
| 10권 | 42~46회 | 《윙크》2009년 4월 15일자 ~ 2009년 6월 15일자   | 2009년 7월 30일 초판발행, 서울문화사, ISBN 978-89-263-0717-5  |
| 11권 | 47~51회 | 《윙크》 2009년 7월 1일자 ~ 2009년 9월 15일자   | 2009년 10월 25일 초판발행, 서울문화사, ISBN 978-89-263-0823-3 |
| 12권 | 52~56회 |                                                 |                                                               |
| 13권 |         |                                                 |                                                               |
| 14권 |         |                                                 |                                                               |

수록화에 대한 정보는 천계영 작가 블로그에서 참조하였다.